# Dendryphantes nicator
Dendryphantes nicator är en spindelart som beskrevs av Wesolowska, van Harten 1994. Dendryphantes nicator ingår i släktet Dendryphantes och familjen hoppspindlar. Inga underarter finns listade i Catalogue of Life.